# گلف‌استریم جی۲۸۰
گلف‌استریم جی۲۸۰ (به انگلیسی: Gulfstream G280) یک هواگرد ساختِ کارخانهٔ گلف‌استریم اروسپیس در کشور ایالات متحده آمریکا است که در سال ۲۰۰۹ ساخته شد. این هواگرد برای نخستین بار در ۱۱ دسامبر ۲۰۰۹ میلادی مورد استفاده قرار گرفت.